# Zeche Unvermuthetglück
Die Zeche Unvermuthetglück in Bochum-Querenburg-Laer ist ein ehemaliges Steinkohlenbergwerk. Das Bergwerk war auch unter den Namen Zeche Das Ohnvermuthete Glück und Zeche Unvermuthetes Glück bekannt.

## Bergwerksgeschichte
Im Jahr 1767 wurde eine Mutung unter dem Namen „Das Unvermuthete Glück Nr. 1, 2 et 3“ eingelegt. Anschließend wurde der Stollen angelegt. Der Ansatzpunkt für den Stollen befand sich im Übergangsbereich von Dannebergs Siepen zu Krucks Siepen. Die Auffahrung des Stollens erfolgte annähernd im Streichen des Flözes. 1769 beantragten die Gewerken für den Stollen das Erbstollenrecht. Allerdings wurde dieses Recht nicht verliehen. Das Bergwerk war zu diesem Zeitpunkt in Betrieb. 1774 war ein Förderschacht vorhanden. Im selben Jahr wurden die Flöze Israel und Unvermutetes Glück vermessen. Da die Bergwerkseigentümer die Rezessgelder nicht gezahlt hatten, fiel das Grubenfeld wieder ins Bergfreie. 1782 wurden Teile des Bergwerks zusammen mit der Zeche Neue Mißgunst zur Zeche Neue Mißgunst & Unvermuthetglück konsolidiert. 1796 wurde im Bereich von Schacht 3 (Schacht Isabella) abgebaut. 1800 waren der Schacht Ahlen und der Schacht Isabella in Betrieb. 1804 war der Schacht Theodor in Betrieb. Im darauffolgenden Jahr wurde die Restberechtsame zur Zeche Neue Mißgunst & Unvermuthetglück konsolidiert.